# Стівен Огг
Стівен Огг (англ. Steven Ogg; народ. 4 листопада 1973, Калгарі, провінція Альберта, Канада) — канадський актор. Відомий за роллю Тревора Філіпса — одного з персонажів відеоігри GTA V. Також відзначився декількома епізодичними ролями в телесеріалах, серед яких: «Краще подзвоніть Солу», «Закон і порядок», «Підозрюваний», «Ходячі мерці» і «Світ Дикого заходу».

## Кар'єра
Огг розпочав свою акторську кар'єру знімаючись в рекламі для Канадської державної служби кінематографії, та беручи участь в різних театральних постановках. Після цього, він вирішив зайнятися професіональним спортом, проте травма завадила йому реалізувати себе в на цьому шляху. Переїхавши в Нью-Йорк, він почав зніматися в телевізійних шоу, таких як «Закон і порядок» та «Третя зміна», на додаток до театральної творчості та озвучення.
Огг взяв перерву в роботі на телебаченні, щоб збудувати дім, тоді ж компанія Rockstar Games запросила його озвучити персонажа (а також «подарувати» йому анімацію за допомогою технології захоплення руху) з відеоігри GTA V — Тревора Філіпса. Після реліза гри, критики високо оцінили образ створений Оггом.

### GTA V
Стівен Огг про реакцію фанатів:
|  | Реакція була приголомшлива! Мене вразило, що фанати GTA так позитивно відреагували на мою роботу. Їм сподобався імпульсивний, нервовий персонаж, але й гумор їм теж сподобався. Я бажав зробити Тревора неоднозначним, і фанати це зрозуміли. Це круто. |

Стівен Огг про джерело свого натхнення :
|  | Мені сподобалось, як я відігрував Том Харді у фільмі “Бронсон”. Він міг відігрувати психопата та розважалу, але при цьому зберігав своє почуття гумору у деяких по-справжньому страшних сценах. Мене завжди надихають ті, які гордяться тим, чим вони займаються — будь то актор, художник, письменник чи лісник. Музика в грі мені теж дуже сподобалась. |

Стівен Огг про роботу в студії:
|  | Я був у костюмі motion capture, з камерою в мене перед носом та світлом перед очима. Це велика постановка. Це не просто озвучення. Ти тратиш три роки свого життя на щось подібне і, звісно ж, тобі принаймні потрібен значимий та видимий результат — в даному випадку це твоя акторська гра, «захоплена» на моніторі: твоє тіло, твоє лице, твій голос. Це були не просто три роки балаканини в мікрофон. Це були три роки справжніх зйомок за допомогою motion capture.. |

## Фільмографія

### Кінофільми
| Рік  | Назва                 | Роль                | Прим.            |
| ---- | --------------------- | ------------------- | ---------------- |
| 1999 | Giving it Up          | Андре               |                  |
| 2002 | Thousand Dollar Shoes | Майкл Гілліган      |                  |
| 2003 | Mail Order Bride      | Павло               |                  |
| 2013 | Out Here              | Карл                |                  |
| 2013 | Disgrace              | Святий отець / Джек |                  |
| 2013 | Black Dog, Red Dog    | Сер Джо             |                  |
| 2013 | Kingdom Come          | Джеймс              |                  |
| 2014 | Blackwell             |                     | Короткометражний |
| 2014 | The Sandman           | Біфф                | Короткометражний |
| 2014 | Moondog Airwaves      | Джек                |                  |
| 2015 | Він ніколи не вмирав  | Алекс               |                  |
| 2016 | GTA VR                | Тревор              | Короткометражний |
| 2018 | Сонце                 | Трой Голловей       |                  |
| 2022 | Звільнення            | сержант Говард      |                  |

### Телебачення
| Рік        | Назва                    | Роль                 | Прим.                                  |
| ---------- | ------------------------ | -------------------- | -------------------------------------- |
| 2000       | Закон і порядок          | Марк Ві              | Епізод: «Untitled»                     |
| 2001       | Третя зміна              | стрілець             | Епізод: «A Hero's Rest»                |
| 2013       | Незабутнє                | Ларрі Яблонскі       | Епізод: «Day of the Jackie»            |
| 2013       | Підозрюваний             | Чак                  | Епізод: «Liberty»                      |
| 2014       | Розслідування Мердока    | Бет Мастерсон        | Епізод: «Glory Days»                   |
| 2014       | Брод Сіті                | слюсар               | Епізод: «The Lockout»                  |
| 2015, 2020 | Краще подзвоніть Солу    | Со́бчак               | Епізоди: «Pimento» та «Dedicado a Max» |
| 2016-2018  | Ходячі мерці             | Саймон               | 21 епізод                              |
| 2016-2018  | Світ дикого заходу       | Ребус                | 6 епізодів                             |
| 2017       | Стен проти сил зла       | Верепоні             | Епізод: «Curse of the Werepony»        |
| 2017-2019  | OK K.O.! Let's Be Heroes | різні ролі (озвучка) | 20 епізодів                            |
| 2019       | Тік                      | Флексон              | 6 епізодів                             |
| 2020-2022  | Крізь сніг               | Пайк                 | 18 епізодів                            |

### Відеоігри
| Рік  | Назва              | Персонаж      | Прим.                 |
| ---- | ------------------ | ------------- | --------------------- |
| 2008 | Alone in the Dark  | Вінні         |                       |
| 2009 | Cursed Mountain    | Алекс         |                       |
| 2013 | Grand Theft Auto V | Тревор Філіпс | також захоплення руху |